# Black Jaguar-White Tiger Foundation
O Black Jaguar White Tiger (ou BJWT) foi uma organização sem fins lucrativos transparente de santuário de animais de resgates, localizada no México, com o principal propósito de salvar o maior número de animais possível do cativeiro, proporcionando a eles uma vida digna, agradável e saudável, livres da ação do homem. A reserva hospeda felinos, bem como cães, gatos, pássaros e outros animais.
A renda anual era de US$ 851 mil. Também era suportado pelo governo local. Sua página no Facebook tinha mais de três milhões de seguidores. A fundação tinha três estágios, um berçário, sua casa privada com muitos espaços, um segundo espaço livremente longe com muitos animais juntos, em um sistema adulto e um terceiro, mais perto do ambiente selvagem. Todas as fases, porém, ainda são cativeiros, porque os animais sofreram muito em outras mãos e precisam de supervisão constante para estarem na melhor forma saudável possível, além do fato que se soltar à natureza, perde-se o contato e o animal pode sofrer ferimentos devido a espancamentos, caça e novamente maus-tratos. Um grupo de veterinários conhecidos o ajudam a manter os animais nas melhores condições. Com constantes carinhos, os animais recebem a parte afetiva que muitos serem humanos ignoram. Preocupados com o espaço físico diminuído no ambiente natural, o BJWT hospeda mais de 500 animais em 120 acres de terra. Em outros tipos de reservas e até zoológicos, com espaços menores em confinamentos, ameaçam os felinos pelo menor contato com outras espécies.
Algumas empresas como Swarovski e Hublot também contribuem. O fundador, conhecido como Papa Bear diz: os animais não mentem.
A instalação foi fechada em 4 de julho de 2022, após ser invadida por autoridades mexicanas. 177 felinos, 17 macacos, 4 caninos, 2 burros e 2 coiotes foram removidos e colocados em vários zoológicos mexicanos.  Segundo os promotores, Serio é procurado por "extremo abandono e maus-tratos a centenas de grandes felinos". O procurador-geral do México alega que os "animais se devoraram para evitar a fome". O documentarista Arturo Allende, que vem trabalhando em um documentário sobre a Black Jaguar-White Tiger Foundation, afirmou que foi “um holocausto para os animais”.

## História
O santuário foi fundado em 2013, quando o homem de negócios em Los Angeles na Califórnia Eduardo Sério resgatou um filhote de jaguar chamado Cielo, de uma loja de animal de estimação em Monterrey, México. Os resgates da fundação de grandes felinos advêm de circos, criadores e zoológicos em dificuldades financeiras. Desde 2014 a BJWT ganhou mais de seis milhões de seguidores no Instagram. Várias celebridades já visitaram o santuário, incluindo Lewis Hamilton  e Paris Hilton.

## Objetivos

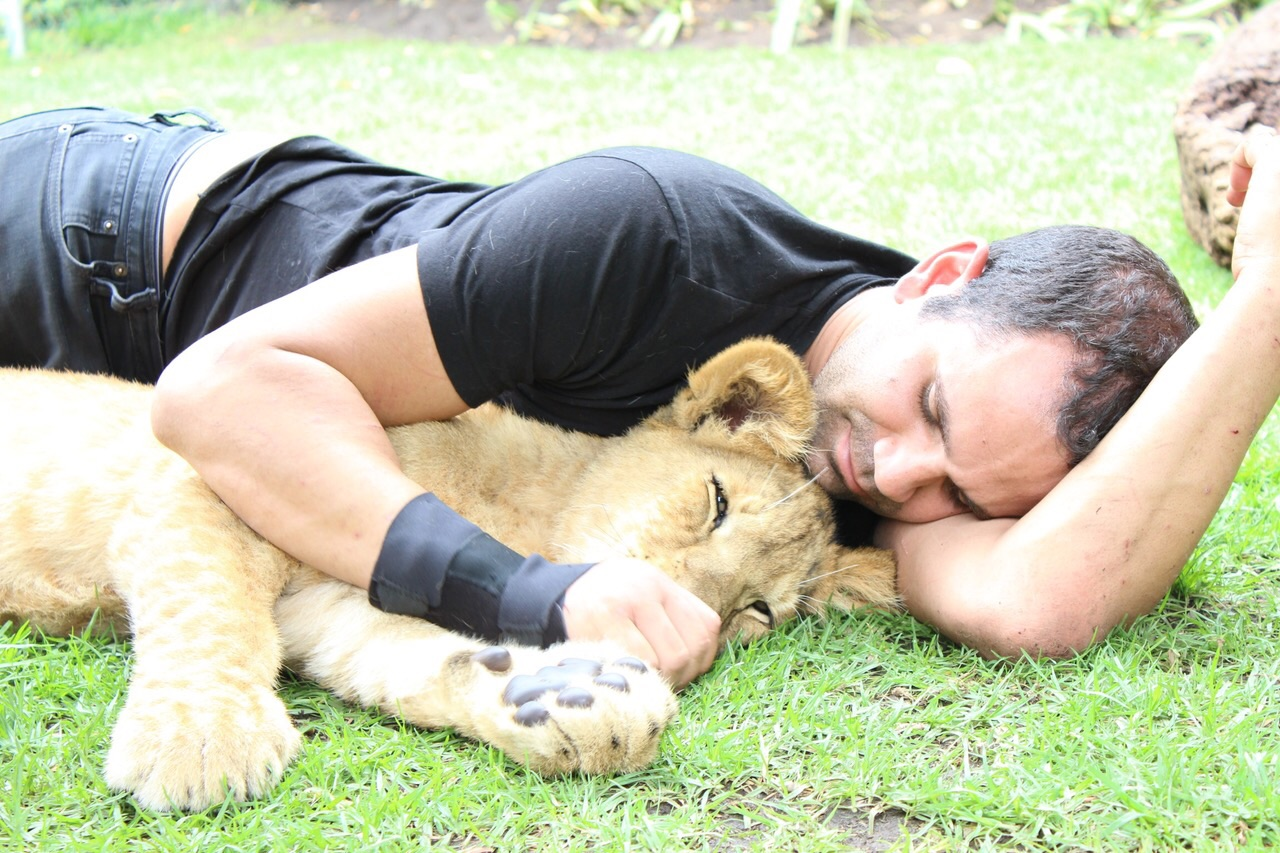
Funcionário cuidando de um felino.

- O principal objetivo da Fundação é salvar tantos animais quanto possível, especialmente de circos onde eles estão sob mal tratos e onde eles são mantidos em pequenas jaulas.
- Atrair a atenção das pessoas em todo o mundo para o fato de que o Planeta Terra está piorando e algo reciprocamente, através de conferências e palestras universitárias, deva ser feito.
- O governo mexicano e a equipe do Black Jaguar-White Tiger trabalham juntos para emendar as leis para proteger todas as espécies que vivem no México. O objetivo deles é também encorajar os países da terra a se unirem para proteger juntos o que a natureza os abençoou, com respeito aos outros seres vivos. No futuro a fundação espera restaurar os habitats perdidos de leões, tigres, leopardos e onças na África, América e Ásia, além de ajudar a aumentar o número destes, a fim de que suas populações nativas aumente.

## Críticas
Embora seu trabalho tem sido fundamental na perpetuação das espécies, houve críticas à sua atitude:
- Comparação própria inadequada com Gandhi, por levar similarmente multidões consigo,
- Pouca água aos animais ou simplesmente a inexistência desta, com pequenos tanques vazios em sol escaldante,
- Falta de grama e arbustos e falta de sombreamento em alguns viveiros.
- Animais recém-nascidos confinados em gavetas ou caixas, lugar inapropriado,
- Esnobismo próprio,
- Agressões a animais no início do empreendimento,
- Constante pedido de dinheiro a seguidores comuns, quando grandes empresas poderiam ajudá-lo, com abatimento de impostos,
- Utilização de automóveis esportivos de luxo, quando outros veículos mais comuns fariam o mesmo trabalho
- Negar-se a ajudas em outros países, como leões famintos em zoos da Venezuela e deixar morrer nove leões jovens saudáveis em um zoo da Suécia, por negligência na negociação e transporte.

Em contra partida, por exemplo, em 1970 tinham mais de 40 mil tigres na população selvagem. O número caiu para pouco mais de 3 mil em 40 anos por morte, caça e uso em atividades esportivas. Assim, a base tem a intenção de reverter o relacionamento humano principalmente com os grandes felinos, a fim de evitar o extermínio.